# Smrek
Smrek je vedlejší vrchol jizerskohorského Smrku, ležící na polské straně státní hranice, necelých 500 m východně od o metr vyššího hlavního vrcholu a asi 250 m jihovýchodně od pěšího česko-polského hraničního přechodu.
Slovo smrek je nářeční pojmenování polského świerk, což znamená smrk.

## Vrchol
Vrchol Smrek nemá faktické vrcholové označení, není zde žádný památník ani geodetický bod. Z geografického hlediska je důležitý pouze tím, že přes něj prochází rozvodí mezi Baltským a Severním mořem. Z vrcholu není na rozdíl od českého sousedního vrcholu žádný rozhled, a to díky imisemi zničeným, odumřelým stromům.

## Přístup
Smrek leží u česko-polské hranice a je přístupný z obou stran:
- z české strany po modré  turistické značce od hlavního vrcholu Smrku k pěšímu hraničnímu přechodu (500 m), odtud pak dalších 250 m jihovýchodně po hraniční pěšině.
- z polské strany po zelené  turistické značce od sousední hory Stóg Izerski (1105 m n. m.) ke zmíněnému hraničnímu přechodu a dále po hraniční pěšině.

Vrchol je velmi plochý, nejvyšší bod se nachází necelých 50 metrů severovýchodně od hraniční pěšiny.